# Heshengbao (sockenhuvudort i Kina, Shanxi Sheng, lat 39,58, long 112,91)
Heshengbao är en sockenhuvudort i Kina. Den ligger i provinsen Shanxi, i den norra delen av landet, omkring 190 kilometer norr om provinshuvudstaden Taiyuan. Antalet invånare är 8 861. Befolkningen består av 4 229 kvinnor och 4 632 män. Barn under 15 år utgör 16,0 %, vuxna 15-64 år 71 %, och äldre över 65 år 12,0 %.
Runt Heshengbao är det ganska tätbefolkat, med 139 invånare per kvadratkilometer. Närmaste större samhälle är Daiyue, 9,8 km sydväst om Heshengbao. Trakten runt Heshengbao består i huvudsak av gräsmarker.
Genomsnittlig årsnederbörd är 632 millimeter. Den regnigaste månaden är juli, med i genomsnitt 177 mm nederbörd, och den torraste är december, med 3 mm nederbörd.